# Eroi dell'Olimpo: il sangue dell'Olimpo
Eroi dell'Olimpo: Il Sangue dell'Olimpo (Blood of Olympus) è il quinto libro della serie Eroi dell'Olimpo, successiva a Percy Jackson e gli dei dell'Olimpo. In Italia è uscito il 14 aprile 2015.

## Trama
I Sette devono proteggere l'Olimpo e il resto del mondo dal risveglio di Gea. L'ascesa al potere della grande dea madre della Terra causerebbe sicuramente la distruzione del mondo. La dea, per essere svegliata, necessita che il sangue di due semidei (un maschio e una femmina) venga versato sui terreni sacri, ovvero quelli corrispondenti all'Acropoli di Atene. Intanto, mentre i sette sono ancora in viaggio verso la Grecia, Reyna, Nico e il coach Hedge sono impegnati nel portare al Campo Mezzosangue la statua di Atena persa da millenni; infatti solo con l'aiuto di essa si potrà risanare la frattura greco-romana degli dei e riportare la pace fra il Campo Mezzosangue e il Campo Giove.
Dopo avere recuperato Percy e Annabeth dal Tartaro, i Sette ritrovano Leo in Grecia, di ritorno dall'isola di Ogigia, dove si è innamorato della bella dea Calipso. Il ragazzo, compresa la parte della profezia dei Sette che diceva “con l’ultimo fiato un giuramento si dovrà mantenere”, ha giurato sullo Stige che sarebbe ritornato sull'isola per spezzare la maledizione dell'atlantidea. Con tutti gli altri semidei, Leo parte alla volta dell'acropoli. Lì, infatti, Hazel, Frank, Leo e Percy vanno a cercare la dea Nike/Vittoria, che prendono in ostaggio e dalla quale si fanno dare i nomi degli ingredienti necessari per costituire la "cura del medico" che salverà dalla morte colui che ne è destinato. Una volta recuperati tutti gli ingredienti, i Sette si recano da Esculapio, dio della medicina, che assemblerà la medicina e che donerà un paio di occhiali da vista a Jason, nel frattempo rimasto ferito al torace. I Sette ripartono alla volta della terra sacra, dove trovano tutti i giganti radunati in una sorta di assemblea. Nel frattempo, Nico e Reyna hanno trasportato l'Atena Parthenos fino al Campo Mezzosangue, dove i semidei romani stavano per attaccare quelli greci. Gli olimpi, così, riacquistano la loro sanità mentale e si trasportano velocemente in Grecia, dove nel mentre è scoppiata la guerra.
Annabeth è rimasta ferita alla coscia e ha perso molto sangue. Con l'arrivo dell'aiuto divino, i Sette uccidono tutti i giganti. Tuttavia, Percy perde sangue dal naso, e con una goccia del suo sangue semi-divino, la dea Gea si desta, trasferendosi al Campo Mezzosangue, dove la attendono due campi di semidei. Zeus scaglia la Argo II verso l'America, facendola atterrare al Campo greco con a bordo i sette semidei della profezia. La battaglia infuria e Ottaviano, augure del Campo Giove, carica una balestra indirizzata verso i mezzosangue greci. Però, Will Solace e Nico lo catapultano indirettamente insieme al carico d'oro imperiale che voleva lanciare, indirizzandolo però su Gea. Nel mentre, tuttavia, Leo, Jason e Piper stavano lottando in aria contro la dea madre. Il figlio di Giove riesce a portarsi in salvo con la figlia di Afrodite, ma Leo, a bordo del drago di bronzo Festus, muore nell'impatto insieme alla dea. In realtà, il semidio figlio di Efesto, si era già preparato. Aveva programmato il drago di bronzo per iniettargli la cura del medico una volta che lui fosse morto. Così, Leo si riprende, dirigendosi in volo sul drago verso l'isola di Ogigia mentre i Campi festeggiano insieme la caduta della malvagia dea della Terra.

## Personaggi
- Percy Jackson: Un semidio figlio di Poseidone e protagonista della prima serie. Ha 16 anni. Fidanzato di Annabeth Chase, possiede una penna che si trasforma in una spada di bronzo celeste di nome "Vortice". Ha il potere di comandare le acque, creare uragani e terremoti, di parlare con i cavalli e con gli animali marini; inoltre può respirare sott'acqua e resistere alla pressione idrostatica.
- Annabeth Chase: una semidea figlia di Atena e coprotagonista della prima serie. Ha 16 anni. Fidanzata di Percy Jackson, riceve da sua madre il Marchio di Atena e l'incarico di riparare un antico torto. Non ha poteri particolari ma sopperisce con l'intelligenza e con la sua bravura nei combattimenti.
- Jason Grace: un semidio figlio di Giove e fratello minore di Talia Grace. Ha 16 anni. Fidanzato di Piper McLean, possiede una moneta d'oro che si trasforma in una lancia o una spada a seconda che esca testa o croce. Dopo averla persa, la sostituisce con un gladius romano donatogli dalla dea Era. Ha il potere di evocare i fulmini e di controllare le correnti d'aria.
- Piper McLean: una semidea figlia di Afrodite e Tristan McLean, una star del cinema Cherokee. Ha 16 anni. Fidanzata di Jason Grace, ha un pugnale chiamato Katoptris, precedentemente usato da Elena di Troia, grazie al quale può vedere ciò che succede in altri luoghi o prevedere eventi futuri. Ha anche il raro dono della "lingua ammaliatrice", la capacità di persuadere chiunque a fare qualsiasi cosa.
- Leo Valdez: un semidio figlio di Efesto e della defunta Esperanza Valdez. Ha 16 anni. Ha una cintura magica che produce qualsiasi strumento di cui abbia bisogno. Ha costruito la nave Argo II usando come polena la testa del drago di bronzo Festus. Può evocare il fuoco dal proprio corpo, una rara capacità dei figli di Efesto.
- Frank Zhang: un semidio figlio di Marte, anche legato a Poseidone attraverso la famiglia materna. Ha 16 anni. Fidanzato di Hazel Levesque, la sua vita è legata ad un bastoncino di legno, che se dovesse venir bruciato ne causerebbe la morte. Ha ereditato la capacità di cambiare forma dal suo antenato greco, il principe di Pylos, Periclymenus.
- Hazel Levesque: una semidea figlia di Plutone, nata nel 1928 e morta nel 1942. Ha 14 anni. Il suo fratellastro per parte greca Nico di Angelo la salvò dalle Praterie degli Asfodeli, concedendole una seconda opportunità. Fidanzata di Frank Zhang, ha domato Arion, un cavallo delle Amazzoni conservato per la loro più grande guerriera. Ha il dono di far riemergere pietre o metalli preziosi dalla terra che maledicono il loro possessore.
- Nico Di Angelo: un semidio figlio di Ade, nato nel 1932. Ha 13 anni. Ha da sempre avuto una cotta per Percy Jackson, ma alla fine del libro capirà che (citando le sue parole) non è il suo tipo. Ha il potere di aprire voragini che conducono al Tartaro e da esse sa evocare guerrieri-scheletro. È anche capace di viaggiare nell'ombra.
- Reyna Avila Ramirez-Arellano: semidea romana figlia di Bellona e pretore di Nuova Roma. Ha 16 anni e sua sorella Hylla è a capo delle Amazzoni. Ha il potere di trasferire la sua forza e il suo coraggio ad altre persone, oltre a essere un'ottima stratega.

## Edizioni
- Rick Riordan, Eroi dell'olimpo: il Sangue dell'Olimpo, Collana I Grandi, Arnoldo Mondadori Editore, 2015,  p. 484, ISBN 8804649216.